# Ypehú
Ypehú é uma cidade do Paraguai, que pertence ao Departamento de Canindeyú, onde o idioma falado é o Guarani e Espanhol. Ypehú faz fronteira com a cidade de Paranhos, no Estado do Mato Grosso do Sul.

## Transporte
O município de Ypehú é servido pelas seguintes rodovias:
- Estrada asfaltada ligando o município a cidade de Villa Ygatimí
- Estrada de terra ligando o município a cidade de Itanará